# Cébron
Le Cébron est une rivière française qui coule dans le département des Deux-Sèvres. C'est un affluent du Thouet en rive gauche, donc un sous-affluent de la Loire.

## Géographie
Le Cébron naît à la limite entre les communes de Fénery et de Clessé, dans la région bien arrosée des hauteurs de la Gâtine, au nord-ouest du département des Deux-Sèvres, vers 230 mètres d'altitude, et à une douzaine de kilomètres à l'ouest-nord-ouest de Parthenay. Son cours est globalement orienté du sud-ouest vers le nord-est. Le Cébron se jette dans le Thouet en rive gauche juste en face du bourg de Saint-Loup-sur-Thouet (commune de Saint-Loup-Lamairé), localité située à cinq kilomètres au sud-ouest d'Airvault, et à une vingtaine de kilomètres au nord-nord-est de Parthenay.

### Affluents
Les principaux affluents du Cébron sont deux ruisseaux, la Raconnière et la Taconnière, qui le rejoignent au niveau du lac du Cébron.

### Communes traversées
Le Cébron traverse successivement les communes de Clessé, Fénery, Saint-Germain-de-Longue-Chaume, Adilly, Saint-Aubin-le-Cloud, Châtillon-sur-Thouet, Amailloux, Viennay, Lageon, Gourgé, Louin et Saint-Loup-Lamairé, toutes situées dans le département des Deux-Sèvres.

### Le barrage du Cébron-Puy Terrier

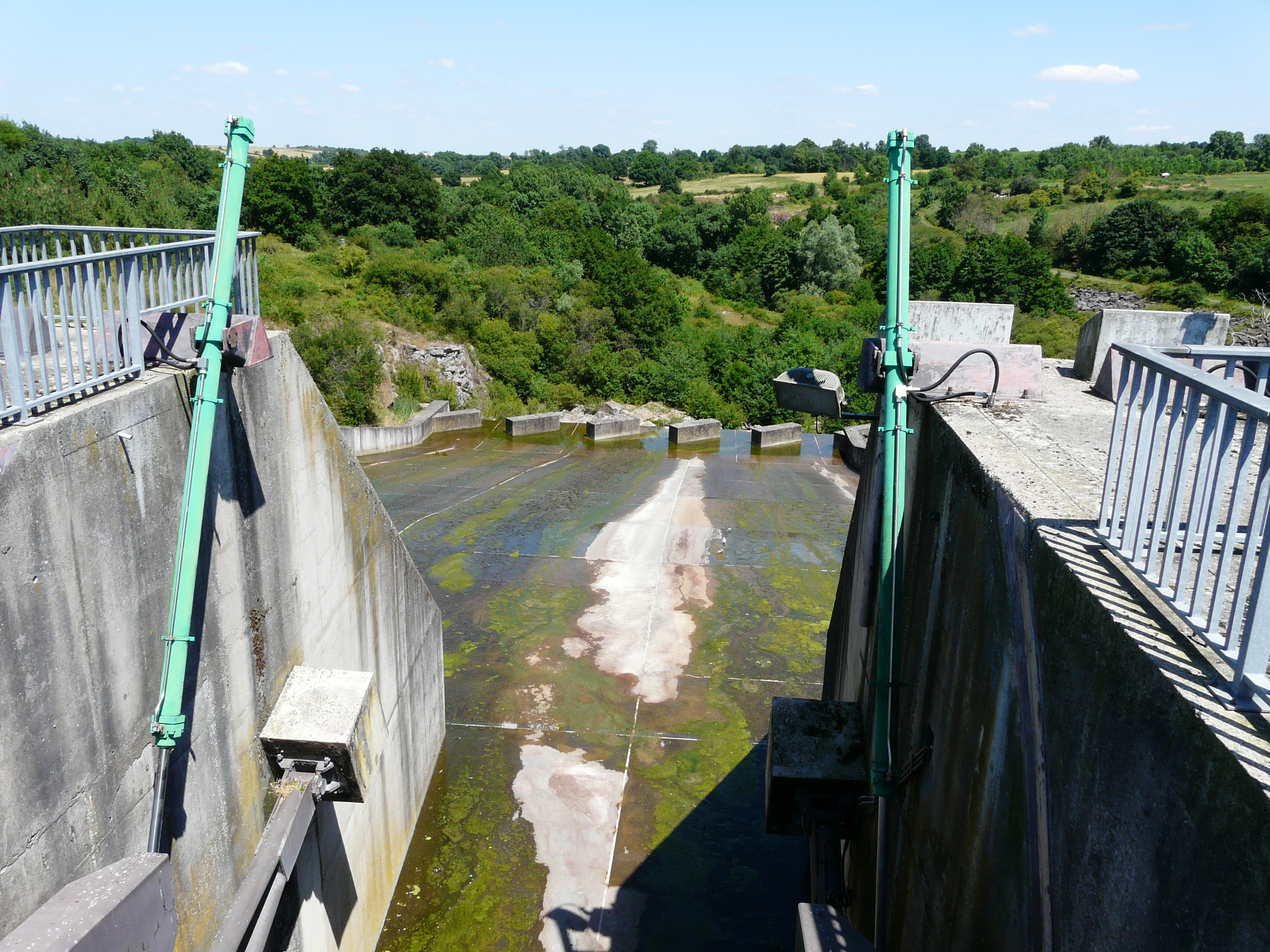
Le barrage du Cébron.

Son cours est doté d'un important barrage (le barrage du Cébron-Puy Terrier) établi en limite des communes de Louin et Saint-Loup-Lamairé, à peu de distance de son confluent. La capacité de stockage de celui-ci est de 11,5 millions de m3, soit l'équivalent du débit moyen du Cébron en fin de parcours, pendant plus de cinq mois. Il a pour fonction principale l'alimentation en eau potable d'une partie du département des Deux-Sèvres, mais après traitement de dépollution afin d'éliminer les micro-organismes et les matières organiques. Sept millions de m3 sont utilisés à cet effet chaque année, soit près de 19 000 tonnes par jour ou 220 litres par seconde.
Le barrage fournit également de l'eau pour l'irrigation de deux mille hectares de terrain (20 km2). Le lac du Cébron, d'une superficie de 1,82 km2, est aussi un lieu de loisirs, tels la pêche ou les sports nautiques. Enfin, c'est un milieu de reproduction pour les oiseaux migrateurs.

## Hydronymie
Le nom du Cébron est tiré de la racine préceltique *Sab, désignant un élément liquide, suc, jus, et sève, ainsi que du suffixe ara, tout comme la Sèvre Niortaise et la Sèvre Nantaise, ainsi que Sèvres, également préceltique.
Soit pour le Cébron : sabara avec un suffixe gaulois ou latin -onem.

## Hydrologie

### Impact du barrage
La construction du barrage du Cébron-Puy Terrier a eu pour conséquence de modifier totalement les débits naturels. Deux stations hydrométriques fonctionnent sur le Cébron :
- la première à Saint-Loup-Lamairé, à la sortie du barrage, affiche les débits modifiés en fonction des besoins économiques et autres de la zone.
- la seconde à Gourgé, au lieu-dit Champ des ballastières, est située en amont du lac de retenue du barrage et couvre une surface de 68 km2 pour un débit moyen de 0,502 m3/s, soit 40 % de la surface du bassin, mais 60 % du débit total du cours d'eau. Les débits naturels n'étant pas altérés par le barrage et l'intervention humaine, ce sont les mesures faites au niveau de cette station qui sont exposés ici.

### Les débits en amont du barrage
Le Cébron se présente comme une rivière assez abondante, bénéficiant du climat relativement humide qui règne dans la région nord-est du département des Deux-Sèvres. Son débit a été observé sur une période de 26 ans (1983-2008), à Gourgé, en amont du barrage du Cébron. Le bassin versant de la rivière y est de 68 km2 soit 40 % de la totalité de celui-ci.
Le module de la rivière à Gourgé est de 0,499 m3/s, soit 60 % du débit final.
Le Cébron présente des fluctuations saisonnières de débit très marquées. La période de hautes eaux se déroule en hiver et s'accompagne de débits mensuels moyens de 0,80 à 1,72 m3/s, de décembre à février inclus (avec un maximum très net en janvier). Les mois de mars et d'avril constituent une période de transition à débits encore importants. En mai, le débit s'effondre et l'on aboutit ainsi à la période des basses eaux qui se déroule de juin à septembre, avec une très importante baisse du débit moyen mensuel allant jusqu'à 0,013 m3/s au mois d'août, soit treize litres par seconde, ce qui représente un étiage moyen sévère, même pour un cours d'eau d'aussi petite taille. Cependant les fluctuations de débit peuvent être plus importantes d'après les années et sur des périodes plus courtes.
À l'étiage le VCN3 peut chuter jusque 0,0 m3/s, en cas de période quinquennale sèche, le cours d'eau tombant ainsi à sec.
Les crues peuvent être très importantes compte tenu de la petitesse du bassin versant. Étant donné l'imperméabilité du terrain (sous-sols granitiques), les crues sont relativement aussi importantes que celles des affluents de la partie aval (méridionale) du bassin de la Mayenne (l'Oudon par exemple) ou des cours d'eau du bassin de la Sèvre nantaise. Les QIX 2 et QIX 5 valent respectivement 15 et 26 m3/s. Le QIX 10 est de 32 m3/s, le QIX 20 de 39 m3/s, tandis que le QIX 50 n'a pu être calculé, faute de durée d'observation suffisante.
Le débit instantané maximal enregistré à Gourgé durant cette période, a été de 184 m3/s le 27 novembre 1998, tandis que le débit journalier maximal enregistré était de 24,6 m3/s le 22 janvier 1995. En comparant la première de ces valeurs à l'échelle des QIX de la rivière, il apparaît que cette crue était bien plus importante que celle définie par le QIX 20, et donc tout à fait exceptionnelle.
On doit noter enfin qu'à cet endroit le Cébron est une rivière moyennement abondante. La lame d'eau écoulée dans cette portion de son bassin versant est de 234 millimètres annuellement, ce qui est presque équivalent à la moyenne du bassin de la Loire (244 millimètres). Le débit spécifique (ou Qsp) de la rivière atteint 7,4 litres par seconde et par kilomètre carré de bassin.

### La situation en aval du barrage
À la station hydrométrique de Saint-Loup-Lamairé, à la sortie du barrage, le débit du Cébron a été observé sur la même période de 26 ans (1983-2008). La surface étudiée y est de 162 km2 soit la quasi-totalité du bassin versant de la rivière.
Le module de la rivière à Saint-Loup-Lamairé est de 1,04 m3/s.
La lame d'eau écoulée dans la totalité du bassin versant tombe à 203 millimètres annuellement, ce qui est modéré. Son débit spécifique (ou Qsp) se monte dès lors à 6,4 litres par seconde et par kilomètre carré de bassin.